# Jan Havelka
Jan Havelka (23. listopadu 1839 Loštice – 20. října 1886 Olomouc) byl moravský středoškolský profesor, etnograf, spisovatel, malíř a redaktor. Povzbuzoval národní uvědomění na Moravě. Spoluzakládal Vlastivědné muzeum v Olomouci. Je autorem řady odborných článků v oblasti pedagogiky, historie, archeologie a zeměpisu, ale psal také beletrii. Publikoval i pod pseudonymy Lomnický, Hrubý, Hájenský a Loštický.

## Život
Absolvoval německou hlavní školu a reálku v Olomouci. V letech 1854 – 1862 vystudoval olomoucké gymnázium a vstoupil na filosofickou fakultu ve Vídni, kde se zaměřil na historii, zeměpis, knihovnictví a archivnictví. Zapojil se tam také do vydávání moravských studentských časopisů Kvasnice a Lípa moravská.
Po ukončení studia roku 1867 nastoupil jako suplující učitel v Příboře. Odtud se přestěhoval do Uherského Hradiště, kde vyučoval na reálném gymnáziu, dívčí škole a učitelské přípravce. Svým národním cítěním ale vyvolal odpor místních Němců, kteří ho přiměli k odchodu. V listopadu 1870 mu ředitel Jan Evangelista Kosina nabídl místo na olomouckém gymnáziu. Tam začal vyučovat česky a brzy se projevil jako výborný pedagog. V roce 1871 se stal zkušebním komisařem pro školy obecné a měšťanské, roku 1874 řádným učitelem a 1877 profesorem.
V roce 1873 založil časopis Komenský, který přinášel poučení a národní uvědomění moravskému učitelstvu a byl vysoce ceněný. Širokým vrstvám čtenářů byl určen jeho beletristický časopis Koleda. Do obou napsal množství vlastních příspěvků z různých oborů. Vydávání později ukončil ze zdravotních důvodů.
Roku 1876 se oženil s dcerou archeologa Jindřicha Wankla, Vlastou. Ta byla známá jako spisovatelka pod pseudonymem Lucie Bakešová.
Spoluzakládal krajinské (dnes Vlastivědné) muzeum v Olomouci, aktivně v něm působil a řídil jeho časopis.
20. října 1886 ho cestou ze školy ranila mrtvice a téhož dne večer zemřel. Byl pochován na Ústředním hřbitově v Olomouci-Neředíně, ve společném hrobě, kam byli později pohřbeni též také Jindřich Wankel a Ignát Wurm.

## Dílo
Havelka byl ve své době ceněn pro velké množství odborných časopiseckých článků, zejména v Komenském, jimiž šířil vědecké poznatky a národní uvědomění na Moravě. Svým dílem přispěl k upevnění národní jednoty, jak v rámci Moravy, tak i mezi Moravou a Čechami. Jeho texty se týkaly hlavně historie, geografie, archeologie, pedagogiky a přírodopisu, publikoval ale také biografie a kritiky. Projevoval v nich hluboké znalosti a vytříbený styl. Populární byly i jeho práce beletristické, hlavně moravské pověsti, cestopisy a vzpomínky.
Samostatně vyšly např.:
- Cesty po Moravě
- Kratičké dějiny Moravy
- Obrázky z mladých let
- Obrázky z přírody

Publikoval i pod pseudonymy Lomnický, Hrubý, Hájenský a Loštický.